# Kris Bosmans
Kris Bosmans (né le 15 avril 1980 à Ixelles) est un cycliste belge qui roule sur piste et sur route. Il évolue dans le paracyclisme dans la classe C3.

## Carrière dans le sport
Kris Bosmans a commencé le cyclisme à l'âge de 15 ans. Il obtient son premier succès dans la ligue de la jeunesse. En 1998, il subit un accident vasculaire cérébral et fait une pause de récupération de deux ans. Depuis, sa jambe droite, son pied gauche et sa main gauche sont atteints durablement.
En 2008, Bosmans pense à se reconvertir dans le cyclisme handisport en regardant un documentaire sur le paracycliste Jan Boyen, gagnant de la médaille de bronze aux Jeux paralympiques d'été de 2008. Depuis 2010, il a été plusieurs fois champion de Belgique. En 2011, il devient champion du monde des courses de route à l'UCI  UCI ((en)Paracyling Street Racing). 
En 2012, il participe aux Jeux paralympiques d'été de Londres, dans la catégorie route, et termine 5e. Aux Jeux paralympiques d'été de Rio de Janeiro de 2016, il obtient la médaille d'argent dans la catégorie route, derrière l'Allemand Steffen Warias. Aux championnats du monde de paracyclisme sur route 2018, il devient champion du monde lors de la course sur route.

## Équipe
- 2012 : Cofidis